# 布鲁诺·米内罗
布鲁诺·米内罗·苏亚雷斯（葡萄牙語：Bruno Menezes Soares，1983年—），巴西足球运动员，司职前锋。目前效力于葡萄牙人竞技俱乐部。